# Geolycosa rubrotaeniata
Geolycosa rubrotaeniata là một loài nhện trong họ Lycosidae.
Loài này thuộc chi Geolycosa. Geolycosa rubrotaeniata được Eugen von Keyserling miêu tả năm 1877.